# 탐정 키엔: 사라진 머리
《탐정 키엔: 사라진 머리》(베트남어: Thám Tử Kien: Nỗi Kinh Hoàng Không Đầu)는 2025년에 개봉하는 베트남의 미스터리, 공포 영화이다.

## 출연진

### 주연
- 꾸옥 후이 - 탐정 키엔 역
- 응옥 디에프

## 기타
- 수입 :  롯데컬처웍스(주)롯데시네마